# Пол Фентон (хокеїст)
Пол Джон Фентон (англ. Paul John Fenton, нар. 22 грудня 1959, Спрингфілд) — американський хокеїст, що грав на позиції крайнього нападника. Грав за збірну команду США.

## Ігрова кар'єра
Професійну хокейну кар'єру розпочав 1984 року.
Протягом професійної клубної ігрової кар'єри, що тривала 9 років, захищав кольори команд «Гартфорд Вейлерс», «Нью-Йорк Рейнджерс», «Лос-Анджелес Кінгс», «Вінніпег Джетс», «Торонто Мейпл-Ліфс», «Калгарі Флеймс» та «Сан-Хосе Шаркс».
Усього провів 428 матчів у НХЛ, включаючи 17 ігор плей-оф Кубка Стенлі.
Виступав за збірну США.